# Crypteffigies albilarvatus
Crypteffigies albilarvatus là một loài tò vò trong họ Ichneumonidae.